# Ярослав Кміть
Ярослав Кміть (словац. Jaroslav Kmiť; 12 вересня 1979, м. Кошиці, ЧССР) — словацький хокеїст, центральний нападник. 

## Життєпис
Вихованець хокейної школи ХК «Кошиці». Виступав за ХК «Кошице», ХК Попрад.
У складі національної збірної Словаччини провів 18 матчів (5 голів).
Досягнення
- Чемпіон Словаччини (1999, 2009), срібний призер (2003, 2008, 2011), бронзовий призер (2002, 2007).